# Seloretno
Seloretno is een bestuurslaag in het regentschap Lampung Selatan van de provincie Lampung, Indonesië. Seloretno telt 3531 inwoners (volkstelling 2010).